# Durunka
Durunka – miejscowość w Egipcie, w muhafazie Asjut. W 2006 roku liczyła 45 938 mieszkańców.